# Zona Noroeste de São Paulo
A Região Noroeste de São Paulo é uma região administrativa estabelecida pela Prefeitura de São Paulo englobando as Subprefeituras de Pirituba/Jaraguá, de Perus/Anhanguera e da Freguesia/Brasilândia. De acordo com o censo de 2000, tem uma população de 1.044.742 habitantes e renda média por habitante de R$ 751,60.  Forma com a zona nordeste a macro-zona conhecida simplesmente como "Zona Norte". Faz divisa com os municípios de Caieiras, Osasco, Barueri, Santana de Parnaíba e Cajamar.
Quase sempre se refere a esta região simplesmente como Zona Norte ou até Oeste, sendo a denominação "Noroeste" quase desconhecida pela população em geral, só usada para fins oficiais.

## Características
A história de colonização desta região se deu com o início da exploração das regiões de Campinas e Jundiaí, sendo localizada nesta região a saída para esses município, através da Rodovia Anhanguera.
A zona noroeste é uma área de classe média baixa e média, além de abrigar alguns bairros nobres do município. Planejados pela Companhia City durante o início do século XX, em algumas regiões como Perus fica evidente a desigualdade social que afeta o bairro.
A região que possui boas opções de transportes coletivos, é servida por 5 estações da Linha 7 do Trem Metropolitano de São Paulo e abrigará futuramente 5 estações da Linha 6 do Metrô de São Paulo além dos terminais urbanos como o de Pirituba, o maior e mais movimentado da região. em regiões como a Freguesia do ó e Pirituba oferecem algumas áreas de lazer e de pratica de esportes como o Parque Cidade de Toronto localizado no City América, bairro nobre no distrito de São Domingos. Em seu território localizam-se as rodovias Anhanguera, Bandeirantes e o Rodoanel Mário Covas, no entorno dessas vias existem diversas indústrias.

## Subprefeituras
A região é dividida em três subrefeituras:

### Pirituba/Jaraguá
- IDH: 0,826 - elevado

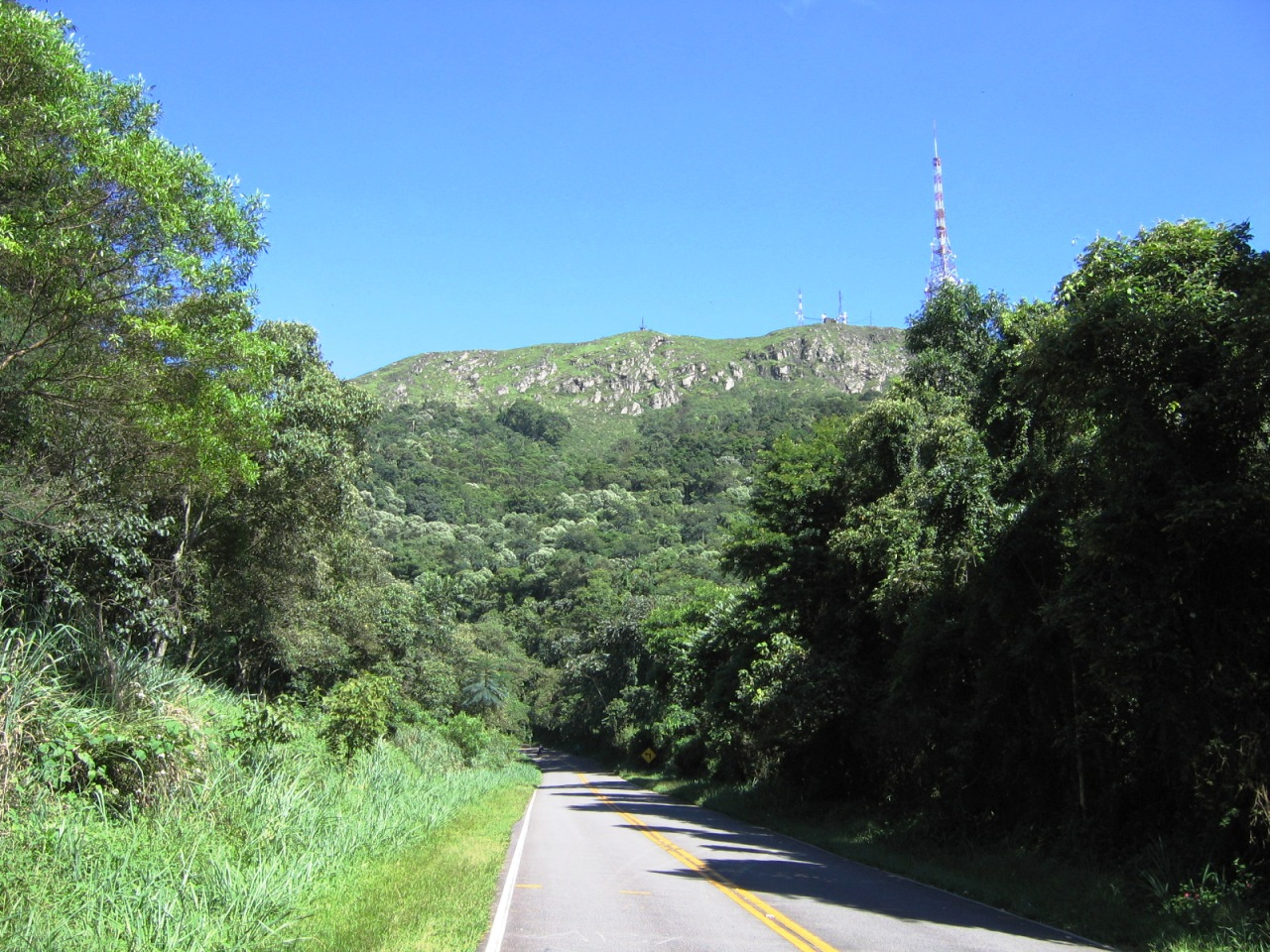
O Parque Estadual do Jaraguá.

Compreende a região formada pelos distritos de Pirituba, São Domingos e Jaraguá, apresenta  54,7 km² de área. Habitada por mais de 390 mil pessoas, é servida pela Linha 7 nas estações Pirituba, Piqueri, Vila Clarice, Vila Aurora e Jaraguá.
Abriga em seu limites duas aldeias indígenas, Tekoa Ytu e Tekoa Pyau, a Casa de Nassau, o Centro de Formação de Soldados, o Parque Estadual do Jaraguá, Pico do Jaraguá, o Parque São Domingos e o Parque Cidade de Toronto. Destaca-se o City América, bairro nobre situado nos arredores da Rodovia dos Bandeirantes.

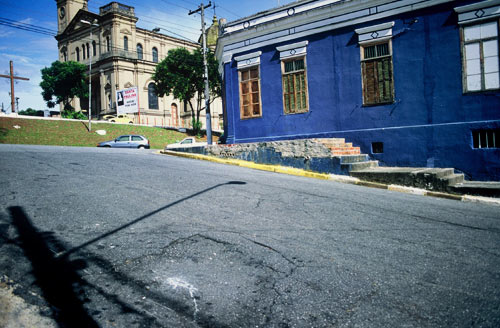
A arquitetura da Freguesia do Ó.

### Freguesia/Brasilândia
- IDH: 0,800 - elevado

Compreende a região formada pelos distritos de Freguesia do Ó e Brasilândia, representada por 31,5 km², e habitada por mais de 391 mil pessoas. Futuramente será servida pela Linha 6 do Metrô de São Paulo.
Situam-se em seu território a escola de samba Sociedade Rosas de Ouro e parte da Serra da Cantareira.

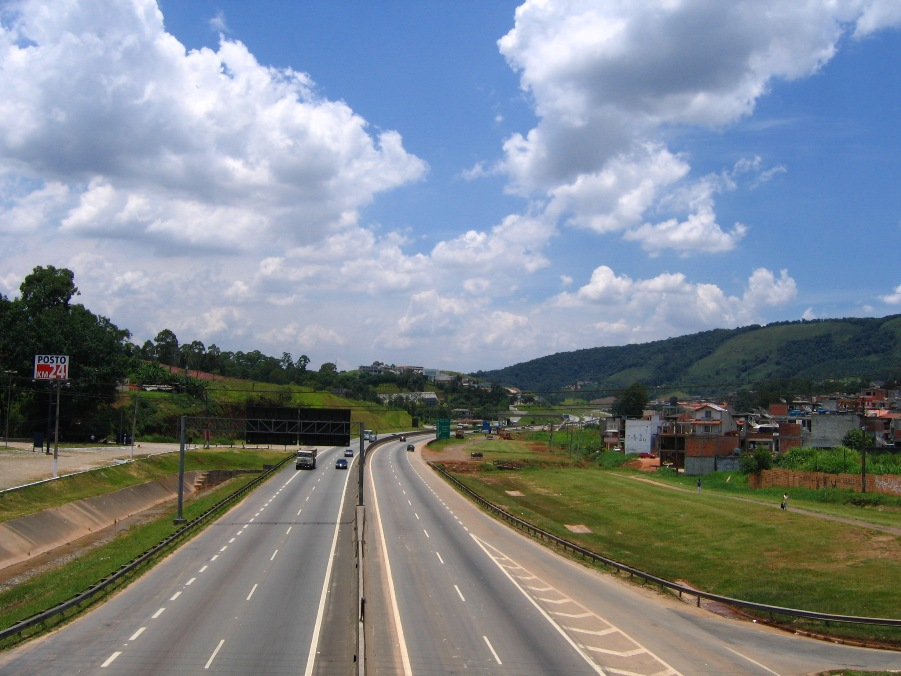
Rodovia Anhanguera.

### Perus
- IDH: 0,773 - médio

Compreende a região de 57,2 km², habitada por mais de 109 mil pessoas, formada pelos distritos de Anhangüera e Perus. Abriga o maior parque municipal, o Parque Anhanguera; a rodovia dos Bandeirantes, a Rodovia Anhanguera, a Estrada Velha de Campinas, o Rodoanel Mário Covas e diversas indústrias. A área é servida pela Linha 7 na Estação Perus.